# Eugeropteridae
Eugeropteridae (лат.) — семейство вымерших стрекозообразных насекомых из надотряда Odonatoptera, единственное в вымершем отряде Eugeroptera. Жили в середине каменноугольного периода (башкирский век). Окаменелости представителей семейства найдены на территории Аргентины.

## Описание
Имели несовмещённые на конце брюшка гоноподы и церки, что характерно для древних стрекоз. В каменноугольный период Eugeropteridae уже имели отлично развитое зрение с обзором на 360°. Так как Eugeropteridae были хищниками, они захватили воздух под свой контроль. Питались Eugeropteridae более мелкими насекомыми и мелкими рептилиями, иногда могли нападать на представителей своего вида. В каменноугольный период Eugeropteridae проводили весь возраст нимфы в воде и выходили на сушу, становясь имаго, как и современные стрекозы.
Длина крыльев 4—5 см.

## Классификация
По данным сайта Paleobiology Database, на май 2018 года в семейство включают 2 вымерших монотипических рода:
- Eugeropteron Riek, 1984
- Tupacsala Petrulevicius & Gutiérrez, 2016